# Gare d'Havinnes
La gare d'Havinnes est une ancienne gare ferroviaire belge de la ligne 94, de Hal à Froyennes (frontière) se trouvant à Havinnes, section de la ville de Tournai, en région wallonne dans la province de Hainaut.
Mise en service en 1848 par la Compagnie du chemin de fer de Tournai à Jurbise, elle est fermée en 1984.

## Situation ferroviaire
La gare d'Havinnes était établie au point kilométrique (PK) 62,012 de la ligne 94, de Hal à Froyennes (frontière) entre la gare de Barry-Maulde et la halte d'Havinnes-Village, également fermées en 1984. Une voie de garage donnant accès au raccordement des carrières et cimenteries de la Compagnie des ciments belges (CCB) se trouve toujours sur le site en 2021.

## Histoire
La Compagnie du chemin de fer de Tournay à Jurbise livre à l'exploitation pour le compte des Chemins de fer de l'État belge les sections de Tournai à Ath et d'Ath à Maffle le 30 novembre 1847. Cette compagnie met en service une halte d'Havinnes au « Grand Chemin » près du hameau de Beclers le 11 novembre 1848.
En 1861, Havinnes accède au statut de station en même temps que la gare de Barry-Maulde. La construction du bâtiment des recettes démarre peu après son adjudication publique le 21 août 1861, dans la salle d'attente de la gare de Bruxelles-Nord. Le 9 février 1863 a lieu l'adjudication de la fourniture et de la pose des portes et fenêtres du nouveau bâtiment des recettes tandis que le auvent est adjugé le 22 décembre 1864.
Ce bâtiment de deux niveaux à cinq travées doté d'extensions à toit plat est d'un plan type non-standard présentant néanmoins des ressemblances avec plusieurs gares de l’État belge : Erembodegem, Olsene, Tronchiennes et Londerzeel (cette dernière est la seule de cette famille à avoir survécu) et possiblement Oudegem, pour lequel aucune photographie n'est connue. Elle présente une façade assez simple, d'influence néoclassique, avec des arcs en plein cintre au rez-de-chaussée et des arcs bombés à l'étage. Les façades latérales n'ont une qu'une seule fenêtre, au centre, et le toit de la gare d'Havinnes est à deux croupes, en tuiles. Une marquise de quai à colonnes de fonte protégeait les voyageurs des intempéries. Un agrandissement du bâtiment a lieu en 1896.
En 1881, un deuxième arrêt plus proche du cœur d'Havinnes est créé par l’État belge. Cette gare d'Havinnes-Village sera a contrario un simple point d'arrêt qui disparaît également en 1984.
Une usine de tuiles et de briques a été présente à Havinnes et posséda un raccordement ferroviaire à partir des années 1920.
La Compagnie des ciments belges (CCB) est un client du chemin de fer depuis 1975 afin d'expédier par train la production de sa cimenterie et carrière de calcaire. D'abord raccordée au rail par l'ancien embranchement de la tuilerie-briqueterie, elle construit son propre raccordement, long de près de 2 km en 1985.
À ce moment-là, la gare d'Havinnes a déjà disparu. La SNCB, arguant du nombre trop faible de voyageurs, a envisagé sa fermeture à partir de 1982, qui devint effective lors de l'instauration du plan IC-IR le 3 juin 1984 en même temps que la plupart des gares de la ligne 94 entre Hal et Tournai.
Le bâtiment de la gare est démoli[Quand ?] et un bâtiment technique en briques et en PVC a été bâti de l'autre côté du passage à niveau.